# 아나에로플라스마목
아나에로플라스마목(Anaeroplasmatales)은 몰리쿠테스강에 속하는 세균 목의 하나이다.

## 특징
생활사에 따라 다른 시기에 다른 모습으로 나타날 수 있다. 16~18 시간이 된 세포는 구형을 띠는 경향이 있다. 세포가 나이가 들면 다양한 형태를 취할 수 있다. 운동성이 없다.

## 하위 분류
- 아나에로플라스마과 (Anaeroplasmataceae)
  - 아나에로플라스마속 (Anaeroplasma)
  - 아스테로렙플라스마속 (Asteroleplasma)
- 에리시펠로트릭스과 (Erysipelotrichaceae) - 최근에는 후벽균문에 속하는 별도의 에리시펠로트릭스강으로 분류한다.
  - 에리시펠로트릭스속 (Erysipelothrix)
  - 홀데마니아속 (Holdemania)
  - 솔로박테리움속 (Solobacterium)